# Ascogaster kunashirica
Ascogaster kunashirica är en stekelart som beskrevs av Vladimir Ivanovich Tobias 2000. Ascogaster kunashirica ingår i släktet Ascogaster och familjen bracksteklar. Inga underarter finns listade.